# Walking Wounded
| Оценки критиков               | Оценки критиков |
| Источник                      | Оценка          |
| ----------------------------- | --------------- |
| AllMusic                      | [ 1 ]           |
| Chicago Tribune               | [ 2 ]           |
| Entertainment Weekly          | A               |
| The Guardian                  | [ 4 ]           |
| Mojo                          | [ 5 ]           |
| Music Week                    | [ 6 ]           |
| NME                           | 6/10            |
| Pitchfork                     | 9.0/10          |
| Rolling Stone                 | [ 9 ]           |
| The Rolling Stone Album Guide | [ 10 ]          |
| Spin                          | 9/10            |

Walking Wounded — девятый студийный альбом британского дуэта Everything but the Girl, выпущенный 6 мая 1996 года на лейблах Atlantic Records (США) и Virgin Records (Европа). Для этой пластинки характерно более электронное и танцевальное звучание, что связано с успехом ремикса композиции «Missing» из их предыдущей пластинки в целом (которая и стала ориентиром для дуэта).
Для продвижения пластинки было выпущено четыре сингла: «Walking Wounded» (в стиле драм-н-бейс) и «Wrong» (в стиле хаус), которые вошли в первую десятку британского чарта, а также «Single» (в записи которого использовались брейкбит, орга́н и струнные инструменты) и «Before Today». Альбом стал не просто хитом, а законодателем мод — именно Everything But The Girl задали тренд на меланхоличную электронику с женским вокалом. Через пару месяцев после релиза Walking Wounded новую волну британской электроники, продолжающую традиции трип-хопа, назовут «даунтемпо». В том же году вышли дебютные альбомы Morcheeba, Lamb и Sneaker Pimps, записанные в схожем стиле. Впоследствии лонгплей был включён в альманах 1001 Albums You Must Hear Before You Die.

## Содержание
По мнению Рут Сакселби из Pitchfork, Walking Wounded опирается на музыку даунтемпо, драм-н-бейс и трип-хоп, «спрессовывая широкую звуковую палитру этих зарождающихся тогда стилей в поп-форматные рамки». Редактор портала AllMusic Стивен Томас Эрлевайн писал, что в музыкальном плане альбом базируется на трип-хоп и техно, хотя и избегает «песенных структур произвольной формы», традиционно связанных с этими жанрами. В свою очередь Адам Блайвейс из Treble рассматривал запись как эволюционировано раннего звучания дуэта в стиле софисти-поп «в котором на смену большинству акустических элементов в их музыке пришли цифровые факсимиле».
Walking Wounded также ознаменовал собой изменение подхода дуэта к написанию песен. Бен Уотт занимался созданием инструментальных композиций, после чего Трейси Торн писала для них тексты. Во время сочинения материала Уотт использовал различные семплы (например, из песен «Song to the Siren» Тима Бакли и «Starless and Bible Black» Стэна Трейси). Позже Торн вспоминала: «Мы действительно верили в себя, и это чувствуется в музыке. Наконец-то мы дошли до того момента, когда осознали, в чём наша сила: мягкость и теплота моего голоса на фоне городских ритмов; теплота и холод, контраст мягкого и жесткого. На этой записи мы сделали это идеально; это был наш поп-триумф».

## Выпуск
Walking Wounded оставался самым успешным альбомом дуэта до 2023 года, заняв 4-е место в хит-параде Великобритании и 37-е место в США. По данным Billboard, к февралю 1997 года по всему миру было продано 750 000 его копий. Общий тираж пластинки составляет 1 300 000 экземпляров.
Обложка альбома необычна тем, что имеет штрих-код как на лицевой, так и на оборотной стороне.
4 сентября 2015 года Walking Wounded был переиздан в виде двухдискового подарочного издания. 8 ноября 2019 года альбом был также переиздан на виниле (лейблом Buzzin 'Fly Records).

## Отзывы критиков
Редактор AllMusic Стивен Томас Эрлевайн писал: «По своей сути, Everything but the Girl — это поп-группа, а это означает, что она автоматически отказывается от произвольной песенной структуры, которая характеризует бо́льшую часть музыки трип-хопа и техно. В некотором смысле, это ослабляет воздействие материала, но дуэт нашел способ обойти это, органично включив ритмы в тщательно проработанные песни. Британцы работают в том же направлении, что и Massive Attack, но их песни более доступны и менее авантюрны, чем у новаторской бристольской группы. Дуэт также хранит дистанцию от обшарпанного гламура Portishead, кинетизма Бьорк или выразительных звуковых ландшафтов Tricky. По сути, биты используются как украшение — музыка не так уж сильно изменилась».
Обсуждая Walking Wounded в ретроспективной статье для Pitchfork, Рут Саксеби рассмотрел его в контексте с остальным творчеством группы. «Каждый альбом дуэта имеет собственный стиль и историю, но тот, на котором индивидуальный дар Торн и Уотта сияет ярче всего, — это тот, на котором они вернули всё назад», — писал рецензент подразумевая Walking Wounded, «Они поделились своими самыми сложными чувствами, создали диалог с новыми базовыми звуками и сделали запись гораздо более обособленной, чем когда-либо прежде. Актуальное звучание и эмоционально проработанные темы альбома были близки подросткам, включая меня, не меньше, чем взрослым современниках группы (к примеру, эту запись высоко оценил бристольский драм-н-бейс-гуру Рони Сайз)».

## Список композиций
| №                   | Название                            | Текст песни         | Музыка                   | Длительность |
| ------------------- | ----------------------------------- | ------------------- | ------------------------ | ------------ |
| 1.                  | «Before Today»                      | Бен Уотт            | Уотт                     | 4:18         |
| 2.                  | «Wrong»                             | Трейси Торн         | Уотт                     | 4:36         |
| 3.                  | «Single»                            | Торн                | Уотт                     | 4:38         |
| 4.                  | «The Heart Remains a Child»         | Торн                | Торн                     | 3:50         |
| 5.                  | «Walking Wounded»                   | Уотт                | Эшли Уэльс • Джон Коксон | 6:05         |
| 6.                  | «Flipside»                          | Уотт                | Уотт                     | 4:33         |
| 7.                  | «Big Deal»                          | Торн                | Уотт                     | 4:29         |
| 8.                  | «Mirrorball»                        | Торн                | Уотт                     | 3:27         |
| 9.                  | «Good Cop Bad Cop»                  | Торн                | Уотт                     | 4:54         |
| 10.                 | «Wrong» (Todd Terry remix)          | Торн                | Уотт                     | 4:45         |
| 11.                 | «Walking Wounded» (Omni Trio remix) | Уотт                | Уэльс • Коксон           | 6:43         |
| Общая длительность: | Общая длительность:                 | Общая длительность: | Общая длительность:      | 52:18        |

## Участники записи
На основе данных из аннотаций к альбому:
| Everything but the Girl - Трейси Торн — вокал - Бен Уотт — акустическая гитара, вокал, абстрактные звуки, биты, синтезатор, продюсирование, музыкальное программирование, запись Технический персонал - Энди Брэдфилд — сведение - Мадс Бьерке — звукорежиссёр на «Walking Wounded» - Spring Heel Jack — сведение, продюсирование и музыкальное программирование на «Walking Wounded» - Howie B — сопродюсер, музыкальное программирование и скрэтчинг на «Flipside» - Джонни Рокстар — дополнительное музыкальное программирование на «Flipside» - Джереми Шоу — дополнительное музыкальное программирование на «Flipside» - Мэтью Х. — звукорежиссёр на «Wrong» (Todd Terry remix) - Тодд Терри — дополнительное продюсирование и ремикширование на «Wrong» (Todd Terry remix) - Роб Хэй — звукорежиссёр, дополнительное продюсирование и ремикширование на «Walking Wounded» (Omni Trio remix) | Дизайн - Everything but the Girl — дизайн - Джим Фридман — фотографии на внутренней стороне обложки - Form — дизайн - Марсело Красилчич — фотография для обложки |